# Paolo Amato (architetto)
Paolo Amato (Ciminna, 24 gennaio 1634 – Palermo, 3 luglio 1714) è stato un architetto italiano.

## Biografia
Appartenne fin da giovane all'ordine dei Camilliani e probabilmente la sua formazione avvenne all'interno dell'ordine. Sembra sia stato anche allievo di Angelo Italia. Ebbe una lunga e feconda carriera, anche grazie all'incarico di Architetto del Senato di Palermo, carica per cui fu spesso incaricato di progettare carri e apparati effimeri per la festa di Santa Rosalia.
Paolo Amato fu, anche, progettista di decorazioni; per lui lavorava un'équipe di marmorari e scalpellini che spesso arricchì le sue opere con spettacolari decorazioni a commessa.
Fu maestro di Giacomo Amato. È sepolto insieme al fratello Vincenzo (affermato musicista) nella Chiesa di Santa Ninfa dei Crociferi.

## Opere

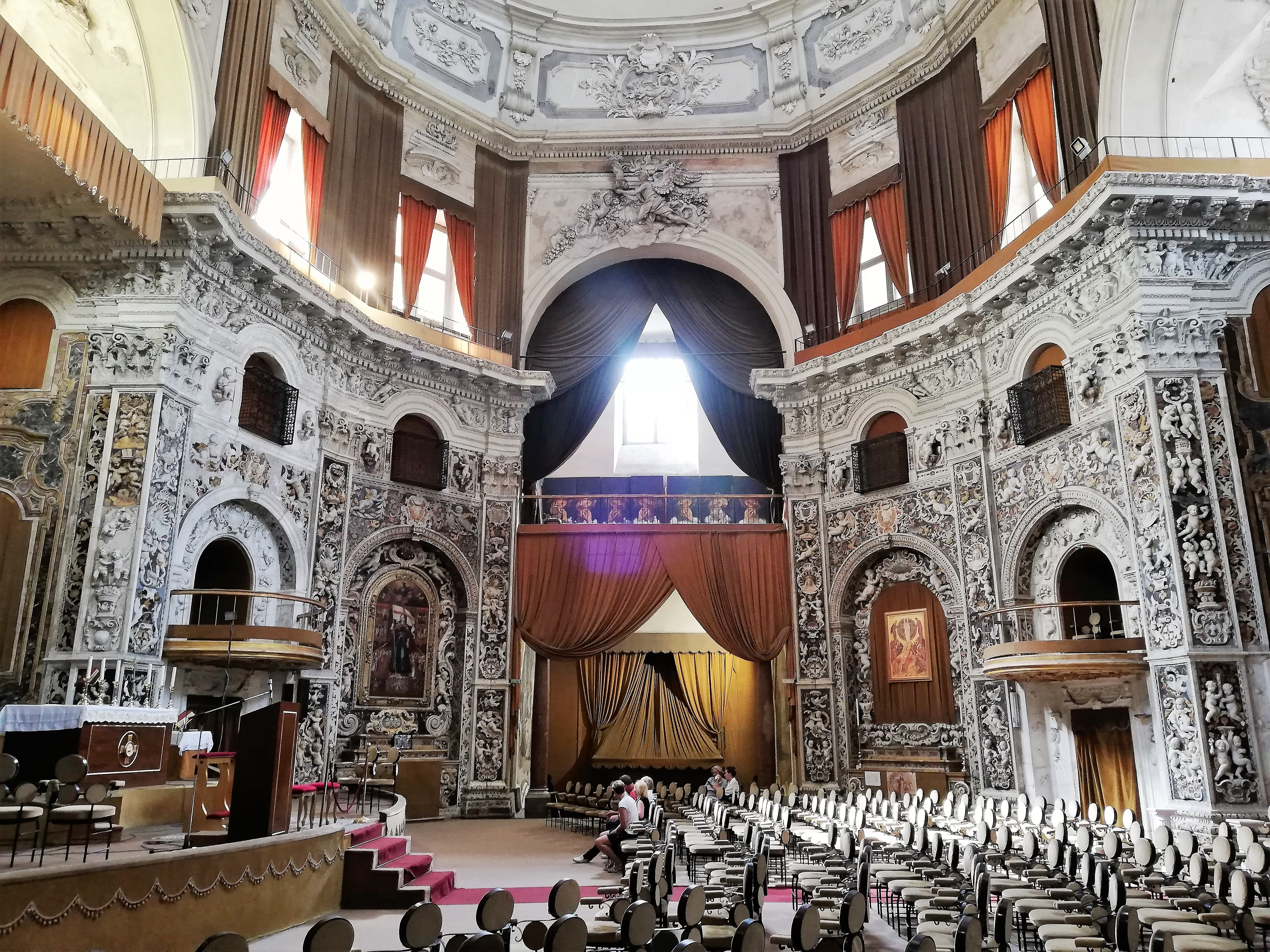
Chiesa del Santissimo Salvatore (Palermo)

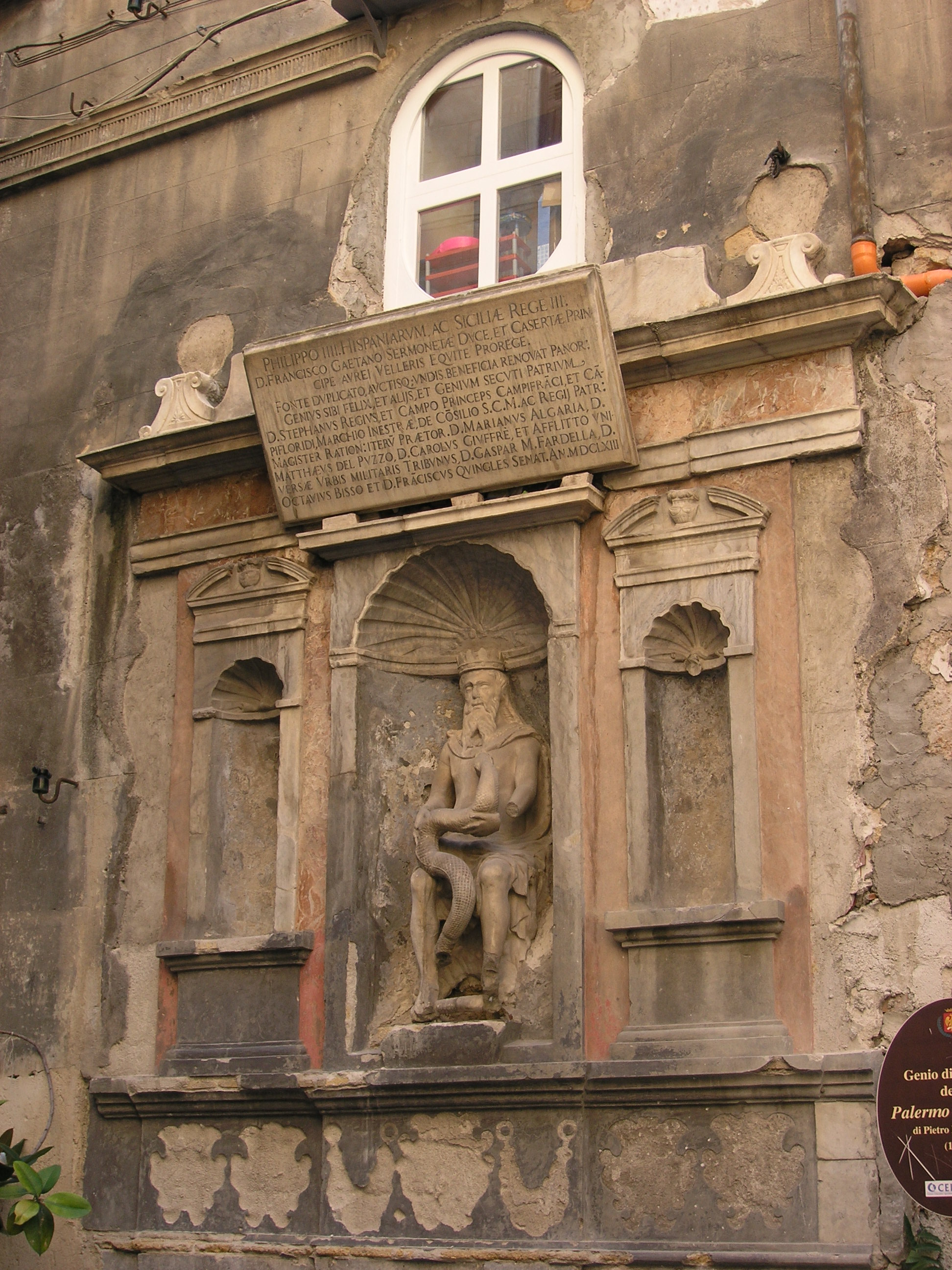
Edicola del Genio di Palermo

La sua opera più importante, iniziata nel 1682, è la chiesa del Santissimo Salvatore, a pianta dodecagonale allungata, sormontata da una cupola ellittica.
Nel 1681 realizzò un teatro marmoreo per feste musicali al Foro Italico, che fu distrutto a metà del XIX secolo e sostituito dal palchetto progettato da Carlo Giachery e Domenico Lo Faso Pietrasanta. Alcune parti dell'edificio di Paolo Amato furono riutilizzate nella nuova costruzione.
Nel 1698 realizzò l'edicola del Genio del Garraffo a Palermo, che dalla seconda metà del XX secolo versa in gravi condizioni di abbandono e degrado.
Altra importante opera di Paolo Amato fu la chiesa di San Giuliano con l'annesso monastero, realizzata nella seconda metà del XVII secolo e che venne abbattuta alla fine del XIX secolo per far posto al costruendo Teatro Massimo di Palermo.
Gli viene anche attribuito il progetto della facciata barocca della chiesa di San Giovanni Battista nella sua città natale.
Paolo Amato fu anche autore del trattato La Nuova Pratica di Prospettiva, pubblicato a Palermo nel 1732.
- Monumenti funebri di Giovan Battista Marassi, duca di Pietratagliata, e di Girolamo Marassi Drago, barone di Fontana Salsa, manufatti di eleganti forme rococò, opere presenti nella "Cappella del Santissimo Crocifisso" della chiesa di Santa Ninfa dei Crociferi.
- Cappella di Nostra Signora della Soledad, realizzazione del manufatto dell'ex chiesa di San Demetrio di Palermo.

## Modelli e disegni
- XVII secolo fine, Disegno di ostensorio per un apparato delle Quarant'ore realizzato con la collaborazione di Antonio Grano, matita nera, inchiostro bruno e acquerellature in toni di bruno, opera custodita nella Galleria regionale della Sicilia di «Palazzo Abatellis» di Palermo.
- XVII secolo fine, Disegno di credenza di sacrestia per un monastero realizzato con la collaborazione di Antonio Grano, inchiostro bruno su tracce di matita nera, acquerellature in toni di grigio e di amaranto su carta bianca fine, opera custodita nella Galleria regionale della Sicilia di «Palazzo Abatellis» di Palermo.
- 3 10 1713 - 24 12 1713, Apparati effimeri, macchine e opere di architettura realizzati con la collaborazione di Andrea Palma per l'arrivo e l'incoronazione di Vittorio Amedeo II di Savoia e Anna Maria di Borbone-Orléans.[5]

## Riconoscimenti
- Il Comune di Ciminna ha intitolato la villa comunale con il suo nome. Esiste anche un circolo nella piazza locale, che prende il nome di Paolo Amato.